# Xã Huntington, Quận Huntington, Indiana
Xã Huntington (tiếng Anh: Huntington Township) là một xã thuộc quận Huntington, tiểu bang Indiana, Hoa Kỳ. Năm 2010, dân số của xã này là 20.837 người.